# Ischyja ferrifracta
Ischyja ferrifracta är en fjärilsart som beskrevs av Walker 1864. Ischyja ferrifracta ingår i släktet Ischyja och familjen nattflyn. Inga underarter finns listade i Catalogue of Life.